# Liên phân số
Liên phân số (tiếng Anh: continued fraction) còn gọi là phân số liên tục là một dạng biểu diễn các số thực dương, cả hữu tỷ và vô tỷ, dưới dạng một phân số nhiều tầng.
Ví dụ:
Liên phân số đóng vai trò rất lớn trong việc nghiên cứu lý thuyết số.

## Định nghĩa
Liên phân số ở dạng chính tắc là biểu thức có dạng
{\displaystyle x=a_{0}+{\cfrac {1}{a_{1}+{\cfrac {1}{a_{2}+{\cfrac {1}{a_{3}+\,\ddots }}}}}}}
trong đó a0 là một số nguyên không âm và tất cả các số an là số nguyên dương.
Liên phân số có thể biểu diễn chính xác các số thực.
Dạng tổng quát hơn là:
{\displaystyle x=a_{0}+{\cfrac {b_{1}}{a_{1}+{\cfrac {b_{2}}{a_{2}+{\cfrac {b_{3}}{a_{3}+\,\ddots }}}}}}}
trong đó bn là số nguyên dương.
Chúng ta thường quen với biểu diễn thập phân của số thực:
{\displaystyle r=\sum _{i=0}^{\infty }a_{i}10^{-i}}
trong đó a0, là số nguyên bất kỳ, còn mỗi số ai là một phần tử của {0, 1, 2,..., 9}. Trong cách biểu diễn này, số Pi biểu diễn bởi dãy {3, 1, 4, 1, 5, 9, 2,...}.
Tuy thế, theo cách biểu này có một số giới hạn. Một trong các vấn đề đó là sự tùy ý của cơ số 10. Tại sao là 10? Phải chăng là từ các yếu tố sinh học chứ không phải toán học (mỗi người chúng ta có 10 ngón tay); thay vì cơ số 10 ta có thể dùng cơ số 8 hoặc 2. Một vấn đề khác biểu diễn của các số hữu tỷ {\displaystyle {\frac {p}{q}}} với q lớn hơn 1, trong hệ thập phân là vô hạn, chẳng hạn số ⅓ được biểu diễn bởi dãy vô hạn {0, 3, 3, 3, 3,....}. Vấn đề thứ ba là các biểu diễn của một số là không duy nhất; chẳng hạn, số 1 có thể biểu diễn bằng cách khác 0.999...=1.
Liên phân số đưa ra một cách biểu diễn số thực giải quyết cả ba vấn đề trên. Chẳng hạn, xét số 415/93, phần nguyên của phân số này là 4, phần lẻ của nó là số {\displaystyle {\frac {43}{93}}} xấp xỉ với {\displaystyle {\frac {1}{2}}}, ta muốn giữ nguyên tử số 1 thay mẫu số 2 bằng một số khác, chính xác hơn là {\displaystyle 2+{\frac {7}{43}}}, khi đó có thể viết
{\displaystyle {\frac {415}{93}}=4+{\frac {43}{93}}=4+{\cfrac {1}{\cfrac {93}{43}}}=4+{\cfrac {1}{2+{\cfrac {7}{43}}}}=4+{\cfrac {1}{2+{\cfrac {1}{\cfrac {43}{7}}}}}=4+{\cfrac {1}{2+{\cfrac {1}{6+{\cfrac {1}{7}}}}}}}.
Thay cho cách viết cồng kềnh trên ta quy ước viết
{\displaystyle {\frac {415}{93}}=4+{\frac {1}{2+}}+{\frac {1}{6+}}+{\frac {1}{7}}}
hay đơn giản là 415/93= 4+1/(2+1/(6+1/7)),
hay đơn giản hơn nữa 415/93= [4; 2, 6, 7].
Có thể chứng minh rằng:
Dạng liên phân số của một số là hữu hạn khi và chi khi số đó là hữu tỷ.
Và dạng liên phân số của một số là vô hạn khi và chỉ khi số đó là vô tỷ.

## Thuật toán biểu diễn số thực bằng liên phân số chính tắc
Thuật toán sau là một cách đơn giản để biểu diễn số thực bất kì dưới dạng liên phân số chính tắc:
Cho số thực r, ký hiệu i là phần nguyên của r, f là phần thập phân của r. Biểu diễn liên phân số của r là [i; a1, a2,...], trong đó [a1; a2,...] là dạng biểu diễn liên phân số của 1/f. Nếu như f=0 thì thuật toán dừng lại, trong trường hợp f khác 0, ta lặp lại các bước trên với r thay bằng 1/f.
Ví dụ cho r= 4,345. Như vậy i= 4, f= 0,345.
Bảng sau mô tả các bước tìm biểu diễn liên phân số của r.
| Tìm dạng biểu diễn liên phân số của 4,345                                                               | Tìm dạng biểu diễn liên phân số của 4,345 | Tìm dạng biểu diễn liên phân số của 4,345                     | Tìm dạng biểu diễn liên phân số của 4,345                 | Tìm dạng biểu diễn liên phân số của 4,345                      | Tìm dạng biểu diễn liên phân số của 4,345                 |
| --- | ----------------------------------------- | ------------------------------------------------------------- | --------------------------------------------------------- | -------------------------------------------------------------- | --------------------------------------------------------- |
| Số thực                                                                                                 | Phần nguyên (floor)                       | Phần thập phân                                                | Rút gọn của phần thập phân                                | Nghịch đảo của {\displaystyle f}                               | Rút gọn của {\displaystyle 1/f}                           |
| {\displaystyle r=4,345\,}                                                                               | {\displaystyle i=4\,}                     | {\displaystyle f=4,345\ \left(4{\tfrac {69}{200}}\right)-4\,} | {\displaystyle =0,345\ \left({\tfrac {69}{200}}\right)\,} | {\displaystyle 1/f=1/0,345\ \left({\tfrac {200}{69}}\right)\,} | {\displaystyle =2,899\ \left(2{\tfrac {62}{69}}\right)\,} |
| {\displaystyle r=2,899\,}                                                                               | {\displaystyle i=2\,}                     | {\displaystyle f=2,899\ \left(2{\tfrac {200}{69}}\right)-2\,} | {\displaystyle =0,899\ \left({\tfrac {62}{69}}\right)\,}  | {\displaystyle 1/f=1/0,899\ \left({\tfrac {69}{62}}\right)\,}  | {\displaystyle =1,113\ \left(1{\tfrac {7}{62}}\right)\,}  |
| {\displaystyle r=1,113\,}                                                                               | {\displaystyle i=1\,}                     | {\displaystyle f=1,113\ \left(1{\tfrac {7}{62}}\right)-1\,}   | {\displaystyle =0,113\ \left({\tfrac {7}{62}}\right)\,}   | {\displaystyle 1/f=1/0,113\ \left({\tfrac {62}{7}}\right)\,}   | {\displaystyle =8,857\ \left(8{\tfrac {6}{7}}\right)\,}   |
| {\displaystyle r=8,857\,}                                                                               | {\displaystyle i=8\,}                     | {\displaystyle f=8,857\ \left(8{\tfrac {6}{7}}\right)-8\,}    | {\displaystyle =0,857\ \left({\tfrac {6}{7}}\right)\,}    | {\displaystyle 1/f=1/0,857\ \left({\tfrac {7}{6}}\right)\,}    | {\displaystyle =1,167\ \left(1{\tfrac {1}{6}}\right)\,}   |
| {\displaystyle r=1,167\,}                                                                               | {\displaystyle i=1\,}                     | {\displaystyle f=1,167\ \left(1{\tfrac {1}{6}}\right)-1\,}    | {\displaystyle =0,167\ \left({\tfrac {1}{6}}\right)\,}    | {\displaystyle 1/f=1/0,167\ \left({\tfrac {6}{1}}\right)\,}    | {\displaystyle =6,000\ \left(1{\tfrac {6}{1}}\right)\,}   |
| {\displaystyle r=6,000\,}                                                                               | {\displaystyle i=6\,}                     | {\displaystyle f=6,000\ \left(6\right)-6\,}                   | {\displaystyle =0,000\,}                                  | Dừng                                                           |                                                           |
| Biểu diễn liên phân số của 4,345 là [4; 2, 1, 8, 1, 6]                                                  |                                           |                                                               |                                                           |                                                                |                                                           |
| {\displaystyle 4,345=4+{\cfrac {1}{2+{\cfrac {1}{1+{\cfrac {1}{8+{\cfrac {1}{1+{\cfrac {1}{6}}}}}}}}}}} |                                           |                                                               |                                                           |                                                                |                                                           |

Số 4,345 là một số hữu tỉ, do đó biểu diễn liên phân số của nó hữu hạn.

## Liên phân số hữu hạn
Liên phân số hữu hạn biểu diễn số hữu tỉ. Ngược lại, một số hữu tỉ bất kì có thể biểu diễn bằng liên phân số hữu hạn theo 2 cách:
Cách thứ nhất, bằng thuật toán nêu ở phần thuật toán biểu diễn số thực bằng liên phân số, ta được liên phân số 
{\displaystyle [a_{0};a_{1},a_{2},\,\ldots ,a_{n-1},a_{n}]}.
Cách thứ hai, từ biểu diễn ở cách thứ nhất, ta bớt đi 1 đơn vị ở thành phần cuối, và thêm vào sau nó một thành phần đúng bằng 1.
{\displaystyle [a_{0};a_{1},a_{2},\,\ldots ,a_{n-1},a_{n}-1,1]}.
Hai cách biểu diễn trên là tương đương nhau vì:
{\displaystyle x=a_{0}+{\cfrac {1}{a_{1}+{\cfrac {1}{a_{2}+{\cfrac {1}{a_{3}+\,{\cfrac {1}{\ddots +{\cfrac {1}{a_{n-1}+{\frac {1}{a_{n}}}}}}}}}}}}}=a_{0}+{\cfrac {1}{a_{1}+{\cfrac {1}{a_{2}+{\cfrac {1}{a_{3}+\,{\cfrac {1}{\ddots +{\cfrac {1}{a_{n-1}+{\frac {1}{(a_{n}-1)+{\frac {1}{1}}}}}}}}}}}}}}}
Ví dụ: 
{\displaystyle 2.25=2+1/4=[2;4]=[2;3,1],\;}
{\displaystyle -4.2=-5+4/5=[-5;1,4]=[-5;1,3,1].\;}

## Liên phân số vô hạn
Liên phân số vô hạn là số vô tỉ. Và mọi số vô tỉ đều được biểu diễn dưới dạng liên phân số vô hạn.

### Liên phân số vô hạn tuần hoàn
Trong đó, đáng chú ý là các liên phân số vô hạn tuần hoàn, tức là các thành phần lập lại theo một cách tuần hoàn.
Ví dụ:
[1;2,2,2,2,2,2,...] với các số 2 lặp lại tuần hoàn;
[0;2,3,4,2,3,4,2,3,4,...]với 2,3,4 lặp lại tuần hoàn.
Các liên phân số tuần hoàn chính là nghiệm của 1 đa thức bậc hai nào đó với các hệ số nguyên.
Ví dụ:
{\displaystyle [1;2,2,2,...]={\sqrt {2}}} là nghiệm của đa thức bậc hai {\displaystyle x^{2}-2}.
{\displaystyle [0;2,3,4,2,3,4,2,3,4,...]={-27 \over 14}+{1 \over 14}{\sqrt {1}}093} là nghiệm của đa thức bậc hai {\displaystyle 7x^{2}+27x-13.}

## Dãy giản phân của số thực
Cho số thực r có dạng liên phân số là:{\displaystyle [a_{0};a_{1},a_{2},\,\ldots ,a_{n-1},a_{n},\,\ldots ,]} (có thể hữu hạn hoặc vô hạn).
Từ công thức biểu diễn trên, có thể xây dựng một dãy số hữu tỉ (hữu hạn hoặc vô hạn) hội tụ đến r, dãy này gọi là dãy giản phân:
{\displaystyle {\frac {h_{0}}{k_{0}}}={\frac {a_{0}}{1}};}
{\displaystyle {\frac {h_{1}}{k_{1}}}=[a_{0};a_{1}]=a_{0}+{\frac {1}{a_{1}}}={\frac {a_{0}a_{1}+1}{a_{1}}};}
{\displaystyle {\frac {h_{2}}{k_{2}}}={\frac {a_{2}(a_{1}a_{0}+1)+a_{0}}{a_{2}a_{1}+1}};}
{\displaystyle {\frac {h_{3}}{k_{3}}}={\frac {a_{3}(a_{2}(a_{1}a_{0}+1)+a_{0})+(a_{1}a_{0}+1)}{a_{3}(a_{2}a_{1}+1)+a_{1}}};}
...
{\displaystyle {\frac {h_{n}}{k_{n}}}=[a_{0};a_{1},a_{2},\,\ldots ,a_{n-1},a_{n}];}  (*)
...
Đặt {\displaystyle {r_{n}}={\frac {h_{n}}{k_{n}}}}.
Ví dụ, dãy giản phân của 0,84375 (dạng liên phân số là [0;1,5,2,2]):
| [0;1] | [0;1,3]                         | [0;1,4]                         | [0;1,5]                         | [0;1,5,2]                         | [0;1,5,2,1]                       | [0;1,5,2,2]                       |
| 1     | {\displaystyle {\tfrac {3}{4}}} | {\displaystyle {\tfrac {4}{5}}} | {\displaystyle {\tfrac {5}{6}}} | {\displaystyle {\tfrac {11}{13}}} | {\displaystyle {\tfrac {16}{19}}} | {\displaystyle {\tfrac {27}{32}}} |
Dãy giản phân {{\displaystyle {\frac {h_{n}}{k_{n}}}}} có các tính chất sau:

### Tính hội tụ của dãy
Dãy {{\displaystyle {\frac {h_{n}}{k_{n}}}}} hội tụ, và giới hạn của nó là r.

### Công thức truy hồi
Trước hết ta xét 1 tính chất khá lý thú:
Với số thực bất kì {\displaystyle x\in \mathbb {R} }
{\displaystyle \left[a_{0};a_{1},\,\dots ,a_{n-1},x\right]={\frac {xh_{n-1}+h_{n-2}}{xk_{n-1}+k_{n-2}}}.}
Từ tính chất trên có thể tính {\displaystyle {h_{n}},{k_{n}}} theo công thức tổng quát (*), hoặc theo công thức truy hồi sau (chứng minh xem bằng quy nạp rất đơn giản):
| {\displaystyle h_{n}=a_{n}h_{n-1}+h_{n-2}\,} |  |  | {\displaystyle h_{-1}=1\,} |  | {\displaystyle h_{-2}=0\,} |
| {\displaystyle k_{n}=a_{n}k_{n-1}+k_{n-2}\,} |  |  | {\displaystyle k_{-1}=0\,} |  | {\displaystyle k_{-2}=1\,} |

### Liên hệ giữa tử số và mẫu số
Nếu giản phân thứ n là {\displaystyle h_{n}/k_{n}}, thì
{\displaystyle k_{n}h_{n-1}-k_{n-1}h_{n}=(-1)^{n}.\,}
Hệ quả: {\displaystyle {\frac {h_{n}}{k_{n}}}} là phân số tối giản.
{\displaystyle {\frac {h_{n}}{k_{n}}}-{\frac {h_{n-1}}{k_{n-1}}}={\frac {h_{n}k_{n-1}-k_{n}h_{n-1}}{k_{n}k_{n-1}}}={\frac {-(-1)^{n}}{k_{n}k_{n-1}}}.}

### Khoảng cách trong dãy giản phân xây dựng bởi liên phân số của r
Nếu mà chỉ số với s < t < n thì: 
{\displaystyle \left|r_{s}-r_{n}\right|>\left|r_{t}-r_{n}\right|}.

### Sự biến thiên của dãy
Các phân số ở vị trí chẵn ({\displaystyle {\frac {h_{0}}{k_{0}}}}, {\displaystyle {\frac {h_{2}}{k_{2}}}},...) luôn bé hơn r, và tăng dần:
{\displaystyle {\frac {h_{0}}{k_{0}}}} < {\displaystyle {\frac {h_{2}}{k_{2}}}} < {\displaystyle {\frac {h_{4}}{k_{4}}}} <...< r.
Các phân số ở vị trí lẻ ({\displaystyle {\frac {h_{1}}{k_{1}}}}, {\displaystyle {\frac {h_{3}}{k_{3}}}},...) luôn lớn hơn r, và giảm dần:
{\displaystyle {\frac {h_{1}}{k_{1}}}} > {\displaystyle {\frac {h_{3}}{k_{3}}}} > {\displaystyle {\frac {h_{5}}{k_{5}}}} >... > r.

### Độ xấp xỉ của các giản phân so với số thực mà chúng xấp xỉ
Các tính chất ở trên cho phép ta đánh giá độ sai số của các giản phân trong chuỗi so với số thực ban đầu
{\displaystyle {\frac {1}{k_{n}(k_{n+1}+k_{n})}}<\left|r-{\frac {h_{n}}{k_{n}}}\right|<{\frac {1}{k_{n}k_{n+1}}}.}
Chứng minh vế phải của bất đẳng thức (chứng minh này được trích dẫn từ ):
{\displaystyle |z-{\frac {h_{n}}{k_{n}}}|<{\frac {1}{k_{n}.k_{n+1}}}}    (**)
Với 
{\displaystyle {\frac {h_{n}}{k_{n}}}=a_{0}+} Σi=0→(n-1) {\displaystyle {\frac {(-1)^{i}}{k_{i}.k_{i+1}}}}
{\displaystyle |z-{\frac {h_{n}}{k_{n}}}|=|} Σi=n→+∞ {\displaystyle {\frac {(-1)^{i}}{k_{i}.k_{i+1}}}|}.
Từ công thức:
{\displaystyle k_{i+2}=a_{i+2}.k_{i+1}+k_{i}>k_{i+1}}, suy ra
{\displaystyle {\frac {1}{k_{i}.k_{i+1}}}>{\frac {1}{k_{i+1}.k_{i+2}}}} với mọi i ≥ 0. (***)
Áp dụng (***):
{\displaystyle |} Σi=n→+∞ {\displaystyle {\frac {(-1)^{i}}{k_{i}.k_{i+1}}}|}
{\displaystyle ={{\frac {1}{k_{n}.k_{n+1}}}-{\frac {1}{k_{n+1}.k_{n+2}}}}+{{\frac {1}{k_{n+2}.k_{n+3}}}-{\frac {1}{k_{n+3}.k_{n+4}}}}+\ldots +{{\frac {1}{k_{n+2i}k_{n+2i+1}}}-{\frac {1}{k_{n+2i+1}.k_{n+2i+2}}}}+\ldots }
{\displaystyle <{{\frac {1}{k_{n}.k_{n+1}}}-{\frac {1}{k_{n+1}.k_{n+2}}}}+({{\frac {1}{k_{n+1}k_{n+2}}}-{\frac {1}{k_{n+2}k_{n+3}}}})+{{\frac {1}{k_{n+2}.k_{n+3}}}-{\frac {1}{k_{n+3}.k_{n+4}}}}+({{\frac {1}{k_{n+3}k_{n+4}}}-{\frac {1}{k_{n+4}k_{n+5}}}})+\ldots +{{\frac {1}{k_{n+2i}k_{n+2i+1}}}-{\frac {1}{k_{n+2i+1}.k_{n+2i+2}}}}+({{\frac {1}{k_{n+2i+1}k_{n+2i+2}}}-{\frac {1}{k_{n+2i+2}k_{n+2i+3}}}})+\ldots }
{\displaystyle ={\frac {1}{k_{n}.k_{n+1}}}+(-{\frac {1}{k_{n+1}.k_{n+2}}}+{\frac {1}{k_{n+1}k_{n+2}}})+(-{\frac {1}{k_{n+2}k_{n+3}}}+{\frac {1}{k_{n+2}.k_{n+3}}})+(-{\frac {1}{k_{n+3}.k_{n+4}}}+{\frac {1}{k_{n+3}k_{n+4}}})+(-{\frac {1}{k_{n+4}k_{n+5}}}+{\frac {1}{k_{n+4}k_{n+5}}})+\ldots +(-{\frac {1}{k_{n+2i+1}.k_{n+2i+2}}}+{\frac {1}{k_{n+2i+1}k_{n+2i+2}}})+\ldots }
{\displaystyle ={\frac {1}{k_{n}.k_{n+1}}}+0+0+0+0+\ldots .+0+0+\ldots }
{\displaystyle ={\frac {1}{k_{n}.k_{n+1}}}}.
Suy ra (**) đúng.

## Liên phân số của Nghịch đảo
Cho số thực dương r, nếu biết dạng liên phân số của nó là 
{\displaystyle [a_{0};a_{1},a_{2},a_{3},\,\ldots ,a_{n-1},a_{n}]}
yêu cầu đặt ra là tìm dạng liên phân số của nghịch đảo 1/r.
Xét 2 trường hợp:
- nếu r>1, tức là {\displaystyle a_{0}>1} thì liên phân số của 1/r là:

{\displaystyle [0;a_{0},a_{1},a_{2},a_{3},\,\ldots ,a_{n-1},a_{n}]};
- nếu 0<r<1, tức là {\displaystyle a_{0}=0} thì liên phân số của 1/r là:

{\displaystyle [a_{1};a_{2},a_{3},\,\ldots ,a_{n-1},a_{n}]}.
Ví dụ:
{\displaystyle 2.25={\frac {9}{4}}=[2;4]}, {\displaystyle {\frac {1}{2.25}}={\frac {4}{9}}=[0;2,4]};
{\displaystyle {\frac {15}{17}}=[0;1,7,2]}, {\displaystyle {\frac {17}{15}}=[1;7,2]}.

## Biểu diễn liên phân số của các số thực đặc biệt

### Biểu diễn liên phân số của sốπ{\displaystyle \pi }
Biểu diễn liên phân số chính tắc của số {\displaystyle \pi }:
{\displaystyle \pi =[3;7,15,1,292,1,1,1,2,1,3,1,14,2,1,1,2,2,2,2,1,84,\cdots ]}.
{\displaystyle \pi =3+{\cfrac {1}{7+{\cfrac {1}{15+{\cfrac {1}{1+{\cfrac {1}{292+{\cfrac {1}{1+{\cfrac {1}{1+{\cfrac {1}{1+{\cfrac {1}{2+{\cfrac {1}{1+{\cfrac {1}{3+{\cfrac {1}{1+{\cfrac {1}{14+{\cfrac {1}{2+{\cfrac {1}{1+{\cfrac {1}{1+\ddots }}}}}}}}}}}}}}}}}}}}}}}}}}}}}}}
Từ biểu diễn đó, ta tìm ra được các số hữu tỉ gần đúng với π là:
{\displaystyle {\frac {3}{1}},{\frac {22}{7}},{\frac {333}{106}},{\frac {355}{113}},\,\ldots }.
Các thành phần trong liên phân số chính tắc (với các tử số bằng 1) của số π, không hề tuân theo một quy luật nào.
Tuy vậy các cách biểu diễn liên phân số khác (không chính tắc) của π lại có quy luật:
{\displaystyle \pi ={\cfrac {4}{1+{\cfrac {1^{2}}{2+{\cfrac {3^{2}}{2+{\cfrac {5^{2}}{2+{\cfrac {7^{2}}{2+{\cfrac {9^{2}}{2+\ddots }}}}}}}}}}}}=3+{\cfrac {1^{2}}{6+{\cfrac {3^{2}}{6+{\cfrac {5^{2}}{6+{\cfrac {7^{2}}{6+{\cfrac {9^{2}}{6+\ddots }}}}}}}}}}={\cfrac {4}{1+{\cfrac {1^{2}}{3+{\cfrac {2^{2}}{5+{\cfrac {3^{2}}{7+{\cfrac {4^{2}}{9+\ddots }}}}}}}}}}}

### Biểu diễn liên phân số của số e và các dạng khác của nó
Trong khi dạng liên phân số đơn giản của π không có quy luật, điều này lại không đúng với trường hợp của e:
{\displaystyle e=e^{1}=[2;1,2,1,1,4,1,1,6,1,1,8,1,1,10,1,1,12,1,1,\dots ]\,\!,}
tổng quát hơn,:
{\displaystyle e^{1/n}=[1;n-1,1,1,3n-1,1,1,5n-1,1,1,7n-1,1,1,\dots ]\,\!.}
và:
{\displaystyle e^{2/n}=\left[1;{\frac {n-1}{2}},6n,{\frac {5n-1}{2}},1,1,{\frac {7n-1}{2}},18n,{\frac {11n-1}{2}},1,1,{\frac {13n-1}{2}},30n,{\frac {17n-1}{2}},1,1,\dots \right]\,\!,}
với n = 1:
{\displaystyle e^{2}=[7;2,1,1,3,18,5,1,1,6,30,8,1,1,9,42,11,1,1,12,54,14,1,1\dots ,3k,12k+6,3k+2,1,1\dots ]\,\!.}

### Các số thực khác
{\displaystyle \tan(1/n)=[0;n,3n,5n,7n,9n,11n,13n,15n,17n,19n,\dots ]\,\!}
với n là số nguyên dương.
{\displaystyle \tan(1/n)=[0;n-1,1,3n-2,1,5n-2,1,7n-2,1,9n-2,1,\dots ]\,\!,}
trường hợp riêng n = 1:
{\displaystyle \tan(1)=[1;1,1,3,1,5,1,7,1,9,1,11,1,13,1,15,1,17,1,19,1,\dots ]\,\!.}

## Một số định lý và bài toán ứng dụng liên phân số

### Phương trình Pell
Xem phần ứng dụng dùng liên phân số để giải phương trình Pell ở bài phương trình Pell.